# جوزيف فلمنج (منافس ألعاب قوى)
جوزيف فلمنج (بالإنجليزية: Joseph Fleming)‏ هو منافس ألعاب قوى أمريكي، ولد في 1 أكتوبر 1883 في سانت لويس في الولايات المتحدة، وتوفي بنفس المكان في 1 نوفمبر 1960.

## وصلات خارجية
- جوزيف فلمنج على موقع أوليمبيديا (الإنجليزية)